# Protaetia morio
Protaetia morio är en skalbaggsart som beskrevs av Fabricius 1781. Protaetia morio ingår i släktet Protaetia och familjen Cetoniidae. Utöver nominatformen finns också underarten P. m. heyrovskyi.

## Bildgalleri

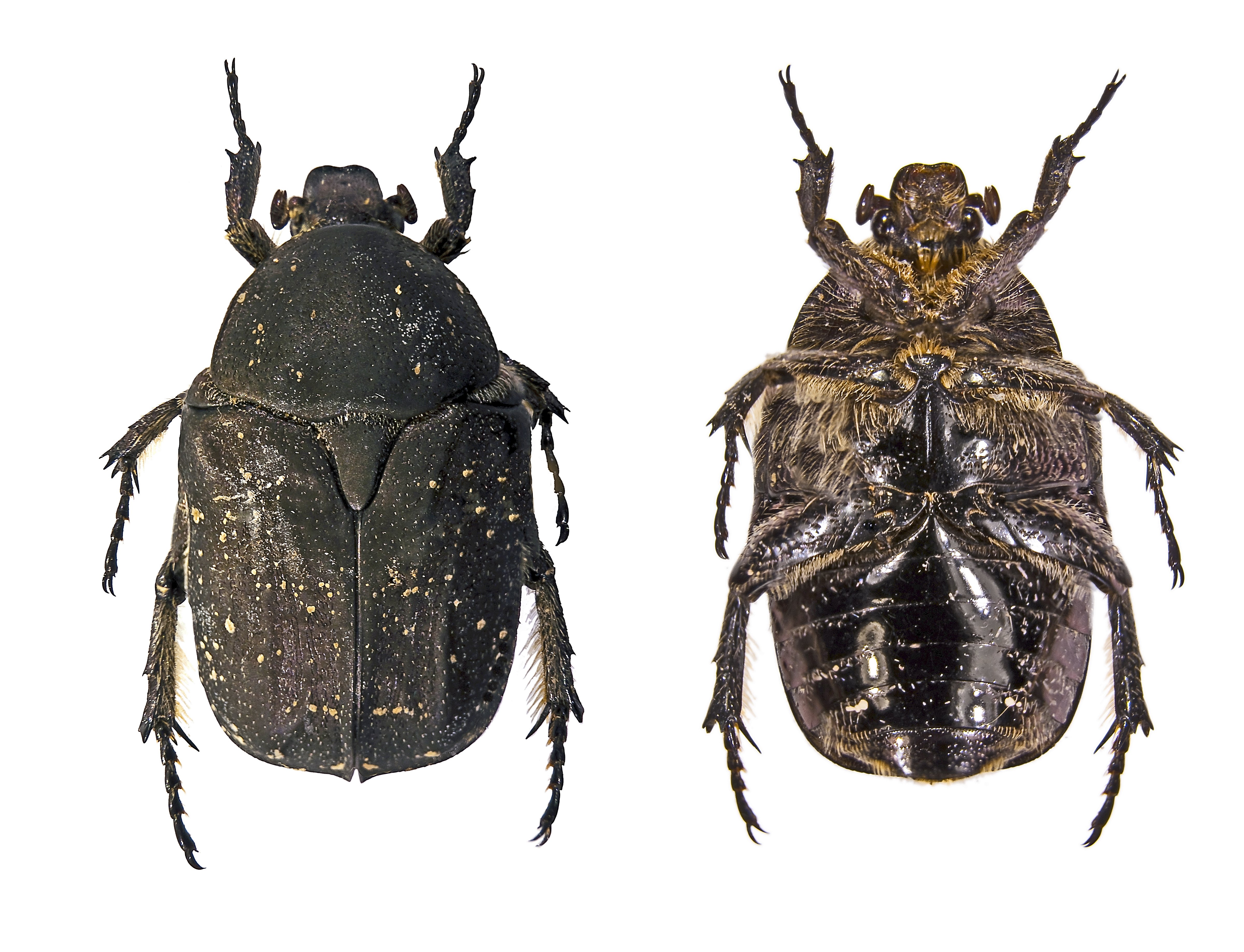
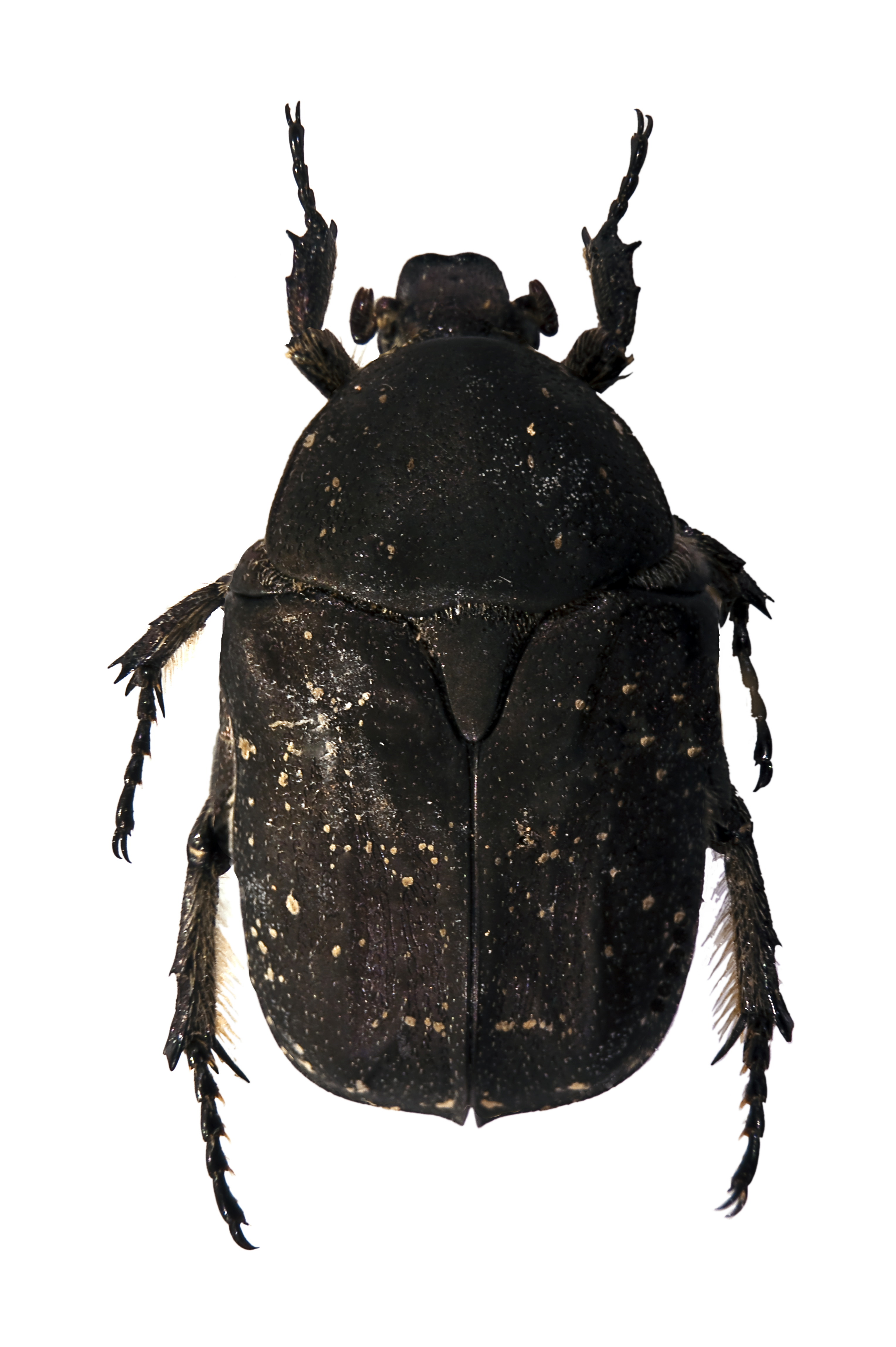
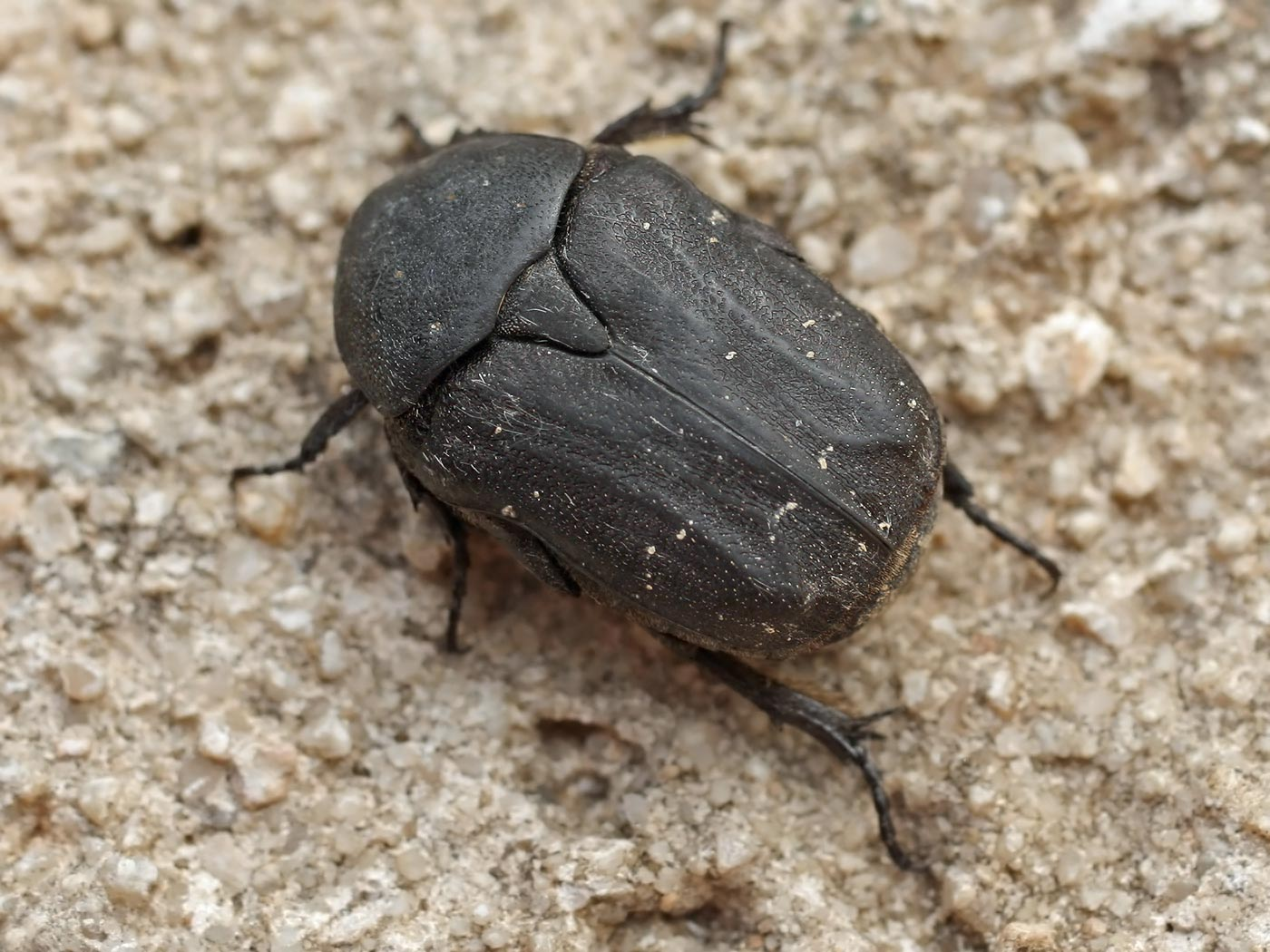
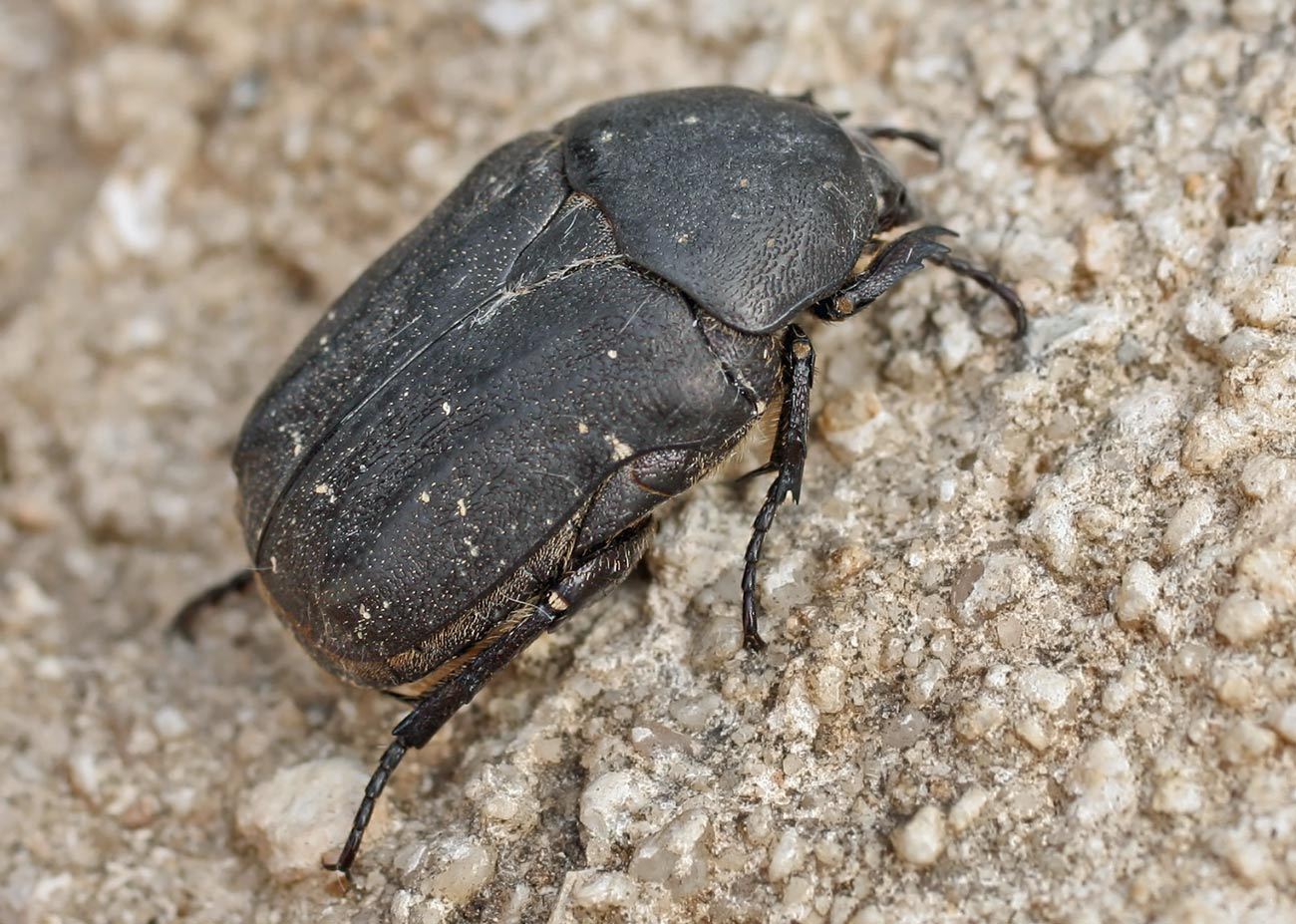
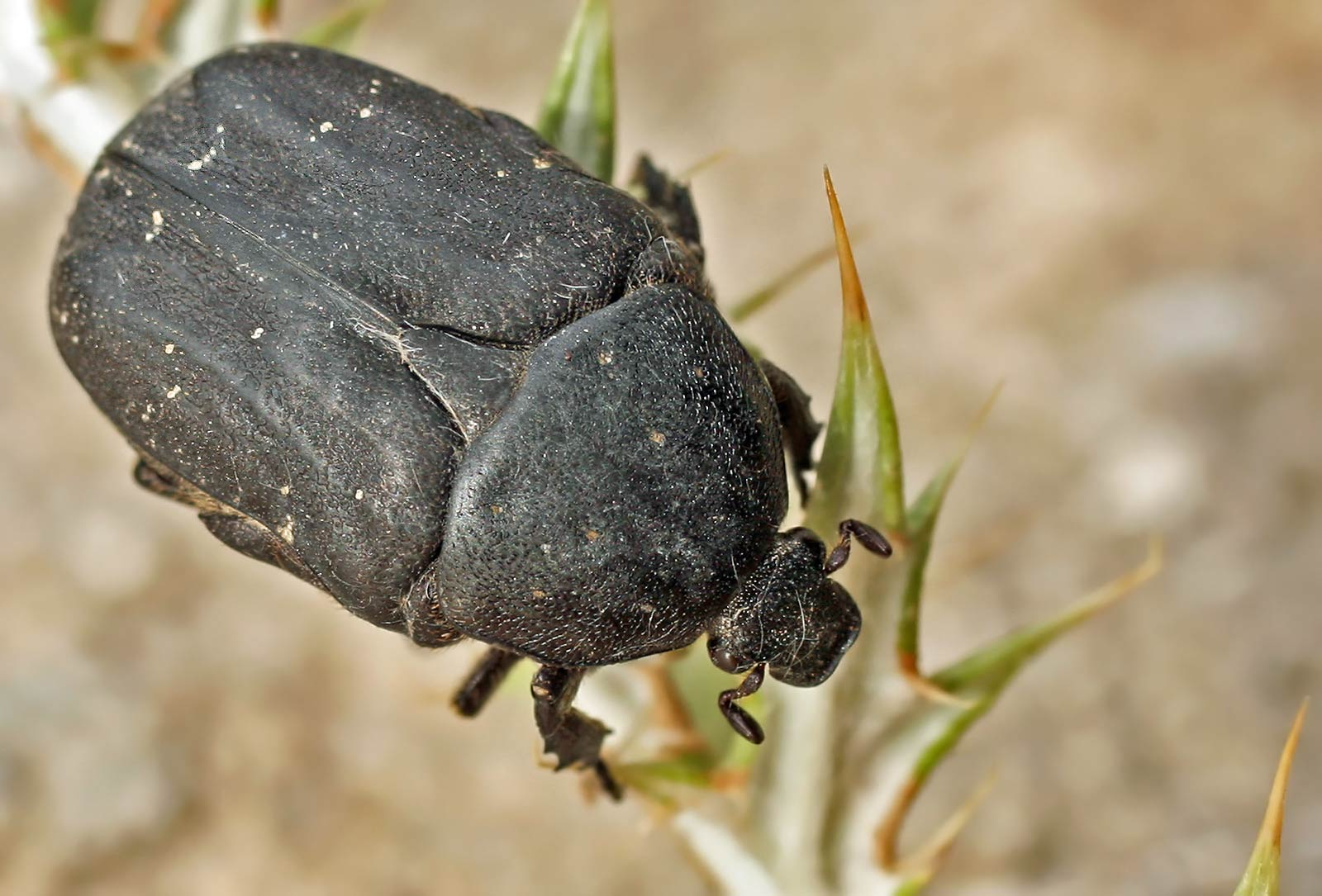
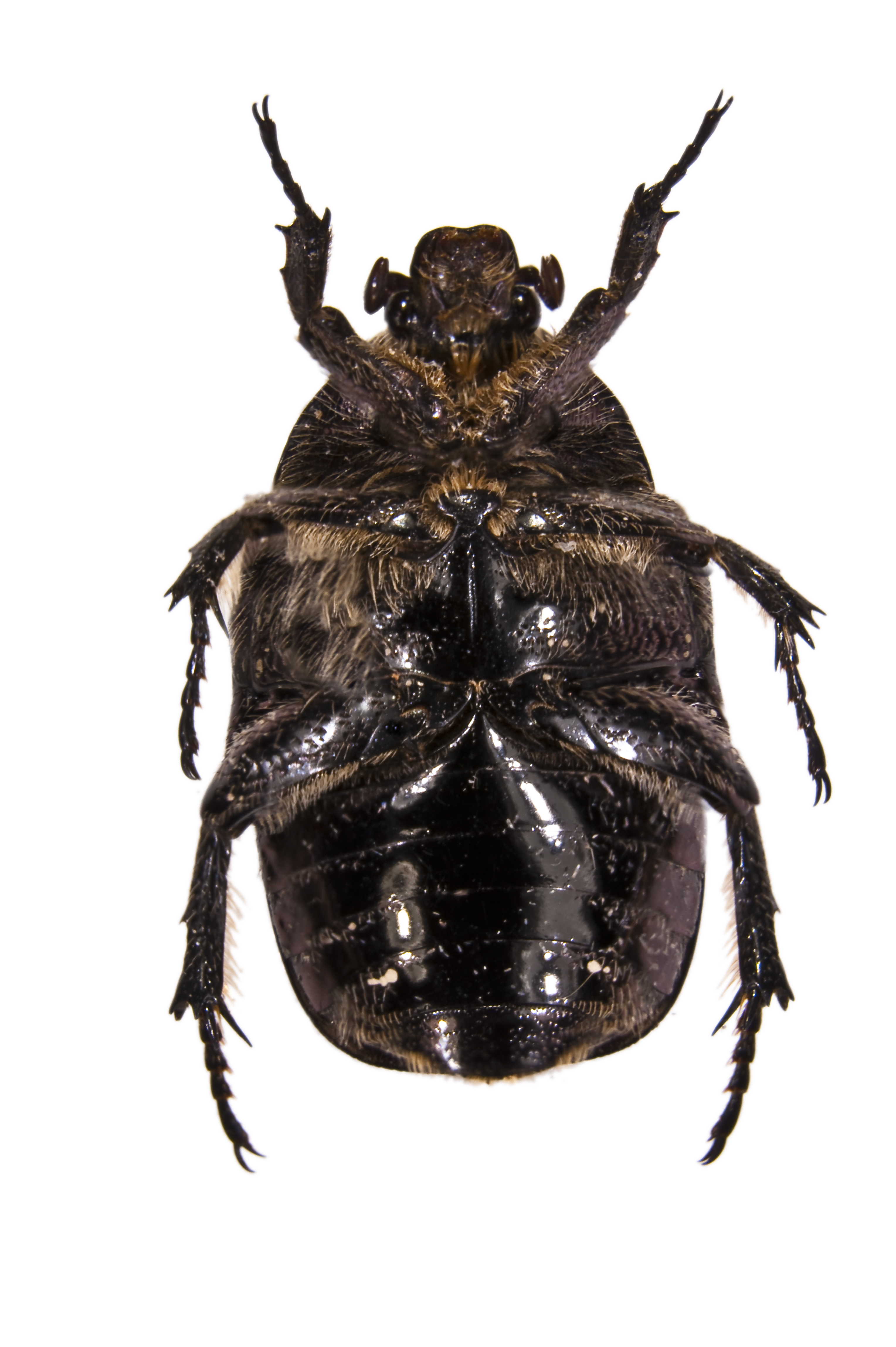